# Naumachia Caesaris
Die Naumachia Caesaris war eine Anlage, die Gaius Iulius Caesar für die Veranstaltung von Seeschlachten bauen ließ.
Anlass für die Errichtung war Caesars Triumph des Jahres 46 v. Chr., in dessen Rahmen er verschiedene Spiele veranstaltete. Die Anlage befand sich laut Sueton in der nicht näher zu lokalisierenden Codeta minor, laut Cassius Dio auf dem Marsfeld.
Bei den veranstalteten Seeschlachten kamen dem Bericht Appians zufolge 4000 Ruderer und 1000 Mann kämpfender Schiffsbesatzung zum Einsatz. Bei den Schiffen handelte es sich um Bi-, Tri- und Quadriremen, die mit den kriegsgefangenen Besatzungen der tyrischen und der ägyptischen Flotte besetzt gewesen sein sollen.
Schon bald nach den Spielen wurde die Anlage wieder verfüllt. Als Grund gibt Sueton an, dass Caesar an dem Ort den Tempel des Mars auf dem Marsfeld errichten wollte. Demgegenüber nennt Cassius Dio einen Beschluss des römischen Senats aus dem Jahr 43 v. Chr., dem zufolge die Naumachia trockengelegt werden musste, um einer Epidemie Einhalt zu gebieten. Ob dies aus hygienischen Gründen oder als Sühne für die zuvor ignorierten Vorzeichen, als deren Folge die Pest erst auftrat, geschah, ist unklar.